# Désoxythymidine monophosphate
Cet article court présente un sujet plus développé dans : Thymidine monophosphate.
La désoxythymidine monophosphate (dTMP) est un désoxynucléotide constitué d'un résidu thymine, d'un 2-désoxyribose et d'un groupe phosphate. Elle est plus connue sous le nom de thymidine monophosphate.
Son ribonucléotide correspondant est la ribothymidine monophosphate, ou 5-méthyluridine monophosphate.